# Aldona de Lituania

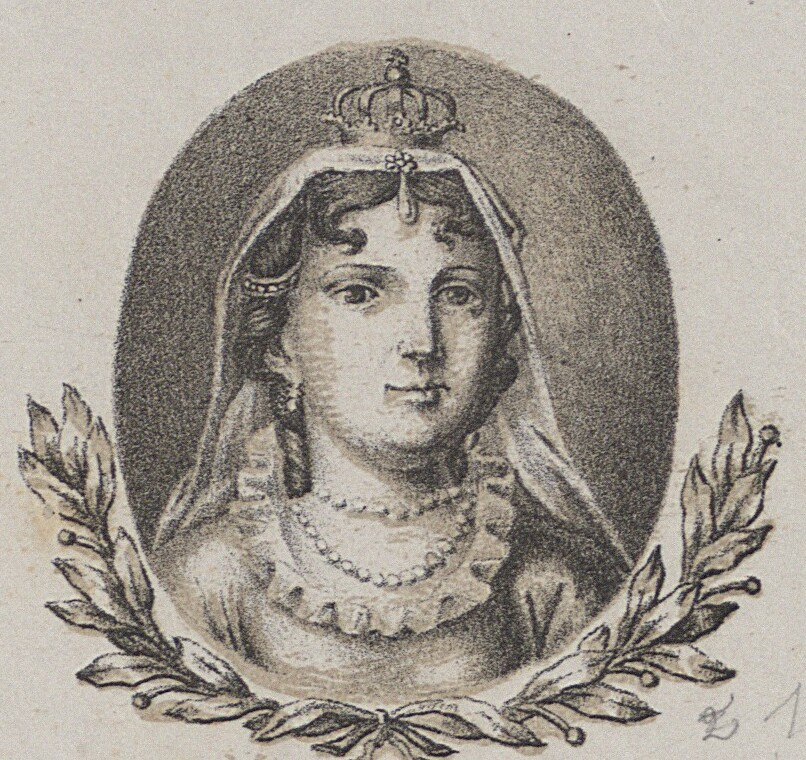
Aldona de Lituania

Aldona de Lituania (c. 1309-Cracovia, 26 de mayo de 1339) fue una princesa del Gran Ducado de Lituania, hija de Gediminas, gran duque de Lituania. Por matrimonio fue reina de Polonia (1333-1339). Bautizada Ona o Ana, su nombre pagano Aldona es conocido solo en los escritos de Maciej Stryjkowski.

## Biografía
Aldona se casó con el futuro rey Casimiro III de Polonia, cuando él tenía 15 o 16 años de edad. La novia era probablemente de la misma edad. El matrimonio tuvo lugar el 30 de abril o el 16 de octubre de 1325 y fue una maniobra puramente política para fortalecer la primera coalición polaco-lituana contra los Caballeros Teutónicos. Casimiro estaba buscando aliados durante la disputa de Pomerania con los Caballeros. Gediminas había realizado solo un intento fallido de cristianización de Lituania. Esta coalición fue el preludio de la Unión de Krewo en 1385 y Unión de Lublin en 1569 que resultó en el nuevo estado, la República de las Dos Naciones. Los detalles del acuerdo no se conocen, sin embargo, se sabe que Gediminas liberó a todos los prisioneros polacos, que sumaban unos 25.000. La importancia del matrimonio fue atestiguado por el hecho de que Casimiro abandonó sus antiguos planes de casarse con Bona de Luxemburgo. La alianza se puso en práctica cuando las fuerzas conjuntas organizaron un ataque contra el Margraviato de Brandeburgo en 1326. Sin embargo, la coalición no era fuerte y se derrumbó hacia 1330, pero no hay evidencia de peleas entre Polonia y Lituania mientras Aldona estaba viva. Aldona murió repentinamente a finales de mayo de 1339 y fue enterrada en Cracovia.
Aldona fue recordada por su piedad y devoción a la música. Dondequiera que iba, tenía músicos en la corte con ella. Su marido, Casimiro, es conocido por sus asuntos románticos: después de la muerte de Aldona se casó tres veces más. Aldona y Casimiro tuvieron dos hijas:
1. Isabel (muerta en 1361), que se casó con el duque Bogislao V de Pomerania[2] y cuya hija, Isabel de Pomerania, fue la cuarta esposa del emperador Carlos IV del Sacro Imperio Romano Germánico.
2. Cunegunda (muerta en 1357), que se casó con el príncipe Luis II de Brandeburgo, hijo del emperador Luis IV de Baviera, el 1 de enero de 1345.